# 888 TCN
888 TCN là một năm trong lịch La Mã.